# Ranungen
Ranungen är en sjö i Ljusdals kommun i Hälsingland och ingår i Ljusnans huvudavrinningsområde. Sjön har en area på 0,805 kvadratkilometer och ligger 181 meter över havet. Sjön avvattnas av vattendraget Svedjebäcken (Ranungsbäcken).

## Delavrinningsområde
Ranungen ingår i det delavrinningsområde (685909-150499) som SMHI kallar för Utloppet av Ranungen. Medelhöjden är 266 meter över havet och ytan är 8,16 kvadratkilometer. Det finns inga avrinningsområden uppströms utan avrinningsområdet är högsta punkten. Svedjebäcken (Ranungsbäcken) som avvattnar avrinningsområdet har biflödesordning 3, vilket innebär att vattnet flödar genom totalt 3 vattendrag innan det når havet efter 126 kilometer. Avrinningsområdet består mestadels av skog (73 procent). Avrinningsområdet har 0,88 kvadratkilometer vattenytor vilket ger det en sjöprocent på 10,7 procent.